# Jack Salter
Jack Zi Yang Arthur Salter (* 10. März 1987 in London) ist ein professioneller britischer Pokerspieler aus England.

## Persönliches
Salter ist der Sohn eines englischen Vaters und einer chinesischen Mutter. Er hat zwei Schwestern und einen jüngeren Bruder, Louis, der sein Geld ebenfalls mit Poker verdient. Salter lebt in London.

## Pokerkarriere
Salter spielt auf der Onlinepoker-Plattform PokerStars unter dem Nickname jackziyang.
Seine erste Geldplatzierung bei einem Live-Turnier erzielte Salter im November 2010 in Gibraltar. Im November 2011 gewann er ein Turnier beim Palm Beach Big Game in London mit einer Siegprämie von knapp 50.000 US-Dollar. Im Sommer 2013 war er erstmals bei der World Series of Poker (WSOP) im Rio All-Suite Hotel and Casino am Las Vegas Strip erfolgreich und kam bei drei Events der Variante No Limit Hold’em ins Geld. Anfang Oktober 2013 erreichte Salter beim Main Event der UK & Ireland Poker Tour den Finaltisch und beendete das Turnier auf dem dritten Platz für umgerechnet knapp 100.000 US-Dollar Preisgeld. Im Februar 2014 siegte er bei einem Six-Max-Turnier der Aussie Millions Poker Championship in Melbourne und erhielt dafür über 100.000 Australische Dollar. Anfang Mai 2014 wurde Salter beim High-Roller-Event der European Poker Tour in Monte-Carlo Zweiter und kassierte dafür 765.000 Euro. Beim Main Event der WSOP Asia Pacific belegte er im Oktober 2014 ebenfalls den zweiten Platz und erhielt dafür über 500.000 Australische Dollar. Bei der WSOP 2016 erreichte Salter beim teuersten Turnier auf dem Turnierplan, dem High Roller for One Drop mit 111.111 US-Dollar Buy-in, den Finaltisch und beendete das Event auf dem vierten Platz. Dafür erhielt er sein bisher größtes Preisgeld in Höhe von mehr als 1,5 Millionen US-Dollar. Anfang Dezember 2016 gewann Salter erstmals das im Aria Resort & Casino am Las Vegas Strip ausgetragene Aria High Roller mit einer Siegprämie von über 400.000 US-Dollar. Anfang November 2017 belegte er beim 111.111 Euro teuren High Roller for One Drop der World Series of Poker Europe (WSOPE) in Rozvadov den 19. Platz und erhielt ein Preisgeld von knapp 160.000 Euro. Wenige Tager später erreichte Salter den Finaltisch des WSOPE-Main-Events und wurde Siebter für knapp 130.000 Euro. Im Januar 2019 belegte Salter bei einem 50.000 US-Dollar teuren Event des PokerStars Caribbean Adventures auf den Bahamas den dritten Platz, der mit 230.500 US-Dollar bezahlt wurde. Anfang Februar 2019 wurde er bei der A$100.000 Challenge der Aussie Millions Fünfter und erhielt knapp 330.000 Australische Dollar.
Insgesamt hat sich Salter mit Poker bei Live-Turnieren mehr als 8,5 Millionen US-Dollar erspielt.